# Prangos cachroides
Prangos cachroides är en flockblommig växtart som först beskrevs av Alexander Gustav von Schrenk, och fick sitt nu gällande namn av Pimenov och Vadim Nikolaevich Tikhomirov. Prangos cachroides ingår i släktet Prangos och familjen flockblommiga växter. Inga underarter finns listade i Catalogue of Life.